# Antonio Ayala
Antonio Ayala, né le 2 février 1947, est un ancien joueur mexicain de basket-ball.

## Palmarès
- Finaliste des Jeux panaméricains de 1967